# Rzeczka (województwo dolnośląskie)

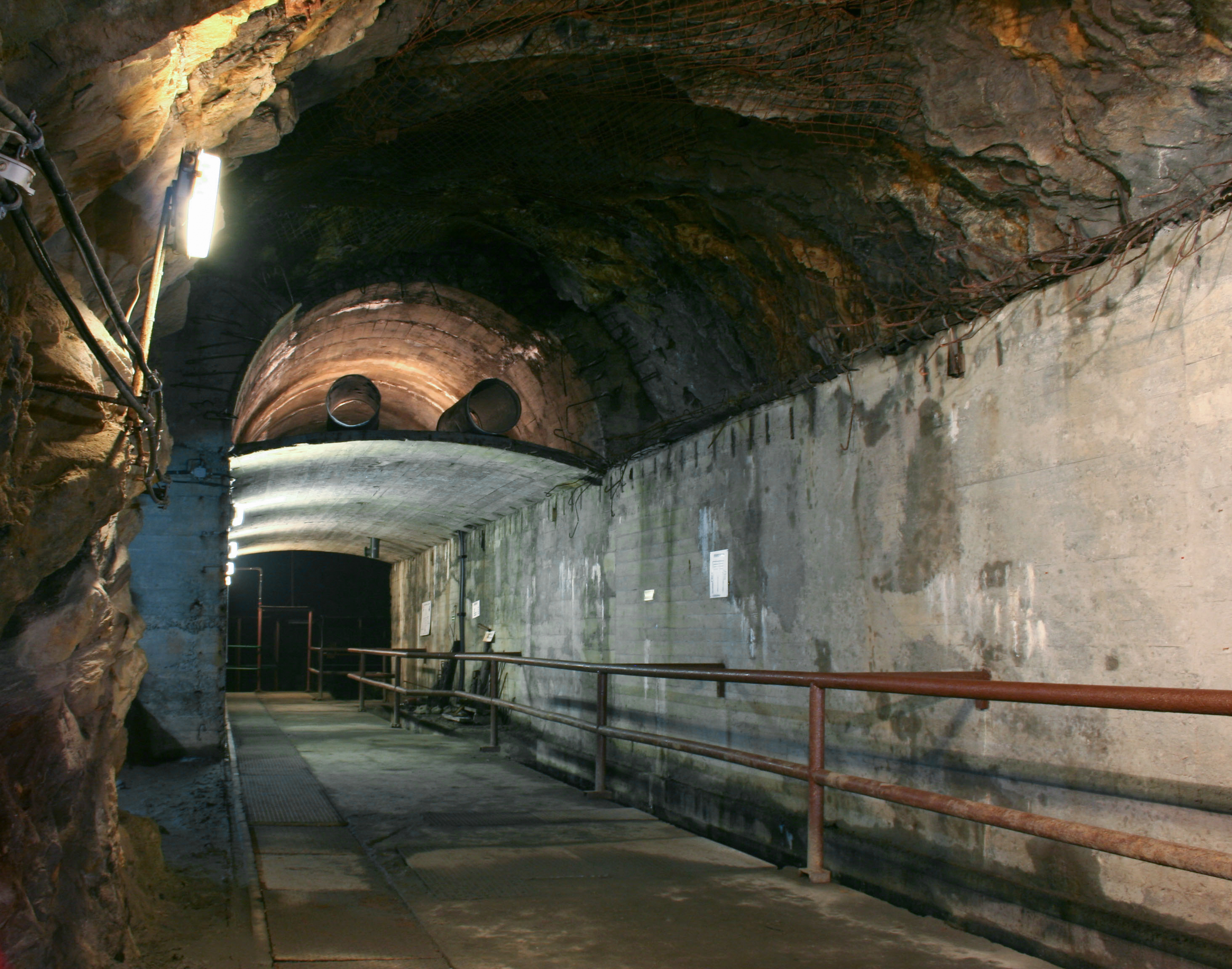
Korytarz w kompleksie Riese

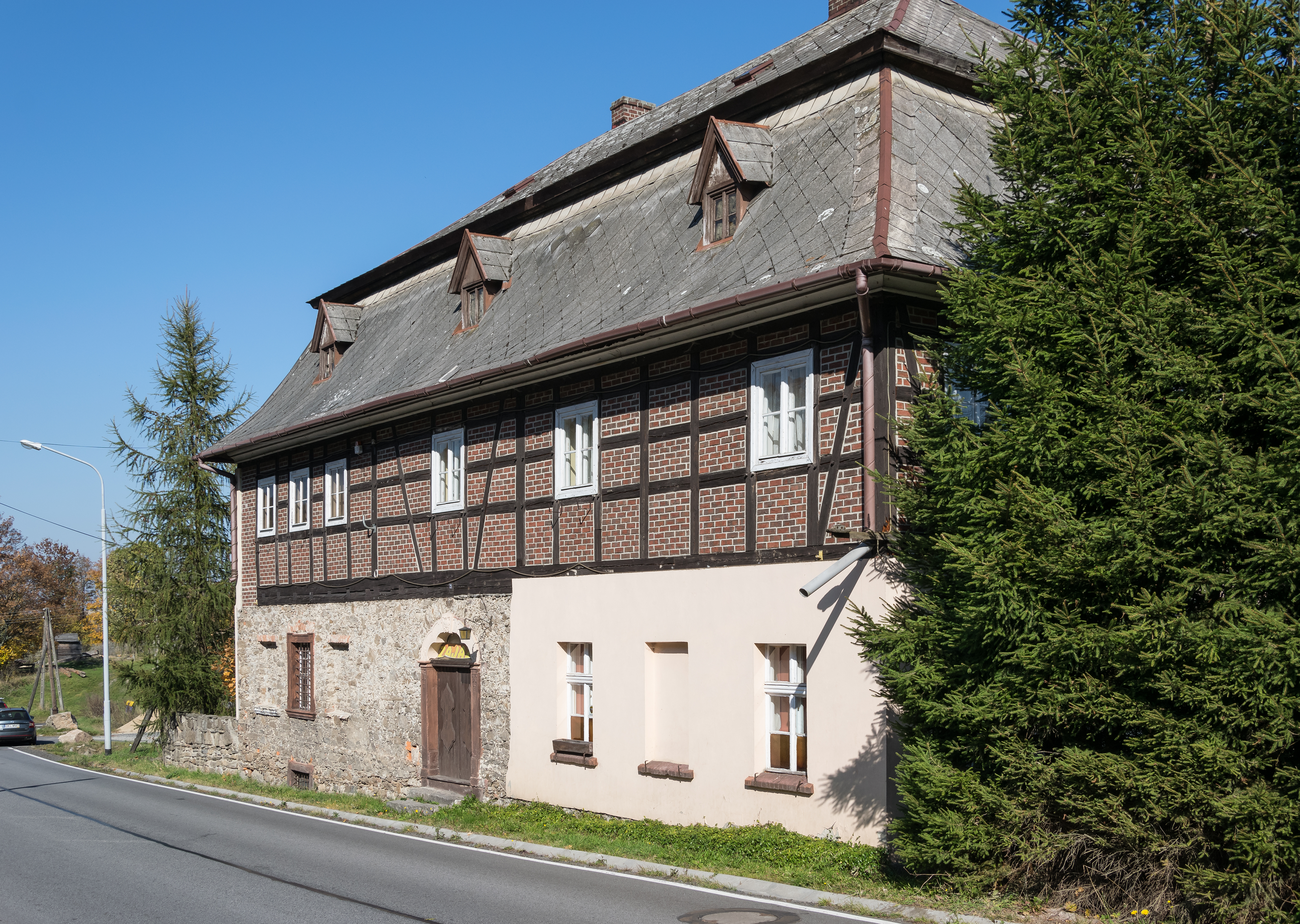
Zajazd Pod Kukułką

Rzeczka (dawniej niem., częściowo: Dorfbach i Schlesisch Falkenberg) – wieś w Polsce położona w województwie dolnośląskim, w powiecie wałbrzyskim, w gminie Walim.
W latach 1954–72 w granicach Walimia.

## Położenie
Wieś jest położona w Dolinie Walimki przy drodze lokalnej Walim – Nowa Ruda. Rozciąga się między Walimiem a Sokolcem, na odcinku około 3,5 km, a wysokości około 590–751 m n.p.m., wzdłuż potoku Walimki płynącego Doliną Walimki, która oddziela główny masyw Wielkiej Sowy (1015 m n.p.m.) i Małej Sowy (972 m n.p.m.) od Masywu Włodarza z Włodarzem (811 m n.p.m.) i Sokoła (862 m n.p.m.).

## Podział administracyjny
W latach 1946–1954 Rzeczka stanowiła gromadę w gminie Walim w powiecie wałbrzyskim w województwie wrocławskim. W związku z reformą administracyjną kraju jesienią 1954 weszła w skład nowo utworzonej gromady Walim. 1 stycznia 1957 gromadę Walim zniesiono w związku z nadaniem jej statusu osiedla, przez co Rzeczka stała się integralną częścią Walimia. 1 stycznia 1973 wraz z kolejną reformą administracyjną kraju osiedle Walim zniesiono, a Rzeczka ponownie się usamodzielniła jako wieś w reaktywowanej gminie Walim.
W latach 1975–1998 miejscowość administracyjnie należała do województwa wałbrzyskiego.

## Opis
Miejscowość znana z walorów turystycznych i znakomitych warunków do uprawiania narciarstwa z malowniczo położonymi wyciągami narciarskimi. To tu w latach 70. XX wieku dzięki przedsiębiorstwu ze Świdnicy (Ś.F.U.P. - Świdnicka Fabryka Urządzeń Przemysłowych) uruchomiono pierwsze urządzenie w Polsce do sztucznego naśnieżania. W zasadzie większość budynków pełni funkcje wypoczynkowe (pokoje, kwatery, pensjonaty lub prywatne domki letniskowe). Pomiędzy Rzeczką a Walimiem w zboczach góry Ostra znajduje się również jeden z 7 kompleksów sztolni wybudowanych przez Niemców podczas II wojny światowej w ramach programu Olbrzym (niem. Riese). Militarny kompleks Sztolnie podziemnej fabryki hitlerowskiej o tajemniczym przeznaczeniu jest udostępniony do zwiedzania.

## Zabytki
Do wojewódzkiego rejestru zabytków wpisany jest:
- kościół ewangelicki, obecnie rzymskokatolicki pw. Maksymiliana Kolbe (filia - parafia św. Barbary w Walimiu); wzniesiony w 1796 r., przebudowywany w XIX wieku; po wojnie, jako ewangelicki, opuszczony ulegał zniszczeniu; w latach 80. XX wieku został wyremontowany[1].

Inne zabytki:
- pensjonat Kukułka - obecnie budynek nr 21, najstarszy zachowany oryginalny budynek mieszkalny w gminie Walim; rok umieszczony w portalu budynku - 1775. Obecnie, własność prywatna, wystawiona na sprzedaż.
- budynek obecnie nr 33, pełniący funkcję gospodarstwa agroturystycznego, pochodzi z początku XIX w i pełnił funkcję szkoły, prawdopodobnie ewangelickiej. Obok niego biegnie jedna z głównych dróg na Wielką Sowę i wchodzi do Parku Krajobrazowego Gór Sowich. Głównym szlakiem jest tam tzw. Srebrna Droga - droga, którą prawdopodobnie wędrowali kiedyś górnicy wydobywający w okolicy, m.in. srebro. Zabudowania obecnego schroniska Warszawianka to dawne schronisko Falkenbaude, obecnie zaniedbane. W latach 30. XX wieku posiadało ono już centralne ogrzewanie. Naprzeciw tego budynku jest plac, na którym znajduje się końcowy przystanek busów prywatnych linii komunikacyjnych.